# David Dunning
David Alan Dunning (1960–) amerikai szociálpszichológus, a Michigani Egyetem pszichológiaprofesszora. A  Cornell Egyetem nyugalmazott pszichológiai professzora.

## Tanulmányai
1982-ben a Michigan Állami Egyetemen szerzett diplomát, 1986-ban pedig a Stanford Egyetemen PhD fokozatot, mindkettőt pszichológiából.

## Kutatásai
Dunning több mint 80 lektorált cikket, könyvfejezetet és kommentárt publikált. Közismert arról, hogy Justin Kruger végzős hallgatóval közösen írt egy 1999-es tanulmányt, miután olvasott az 1995-ös Greater Pittsburgh-i bankrablásokról, amelyek során az elkövetők citromlevet kentek arcukra maszk helyett, azt gondolva, hogy az láthatatlanná teszi őket a biztonsági kamerák számára.
Ezen tanulmány alapján használjuk azóta az úgynevezett Dunning–Kruger-effektus kifejezést, amely a kognitív torzítás egy olyan formája, ahol az alacsony képességű személyek egy adott feladatban az képzelt felsőbbrendűség érzését tapasztalják. A tanulmány azt is kimutatta, hogy azok az emberek, akik valamivel az átlag felett teljesítettek annak meghatározásában, hogy egy adott vicc mennyire volt vicces, általában a legpontosabban értékelték, hogy mennyire voltak jók a rájuk bízott feladatokban, és azok, akik a legjobban teljesítettek, hajlamosak voltak azt gondolni, hogy csak csekély mértékben teljesítettek az átlag felett.
2012-ben Dunning azt mondta az Ars Technicának, hogy „azt gondolta, a tanulmányt soha nem fogják kiadni”, és „megdöbbentette, hogy ez az ötlet milyen sokáig és mekkora mértékben terjedt sok területen".

## Pozíciók
Dunning a Személyiség- és Szociálpszichológiai Társaság és a Személyiség- és Szociálpszichológiai Alapítvány vezetője. A Journal of Personality and Social Psychology társszerkesztőjeként is dolgozott.

## Díjai
2021-ben Dunning a Stanford Egyetemen a világ legtöbbet idézett pszichológiai tudósainak 2%-ában szerepelt.